# 諾頓 (加利福尼亞州優洛縣)
諾頓（英語：Norton）是位於美國加利福尼亞州優洛縣的一個非建制地區。該地的面積和人口皆未知。

## 地理
諾頓的座標為38°35′10″N 121°58′16″W / 38.58611°N 121.97111°W，而該地的平均海拔高度為54米（即177英尺）。